# نواه أوكافور
نواه أرينزيتشوكو أوكافور (الألمانية: Noah Arinzechukwu Okafor؛ مواليد 24 مايو 2000) هو لاعب كرة قدم سويسري يلعب كمهاجم لنادي إيه سي ميلان في الدوري الإيطالي ومنتخب سويسرا لكرة القدم.

## وصلات خارجية
- نواه أوكافور على موقع الاتحاد الأوربي (الإنجليزية)
- نواه أوكافور على موقع قاعدة بيانات كرة القدم.إي يو (الإنجليزية)
- نواه أوكافور على موقع ناشيونال فوتبول تيمز (الإنجليزية)
- نواه أوكافور على موقع Soccerbase.com (لاعب) (الإنجليزية)
- نواه أوكافور على موقع Soccerway.com (الإنجليزية)
- نواه أوكافور على موقع عالم كرة القدم.نت (الإنجليزية)